# Майк Інгленд
Гарольд Майкл Інгленд (англ. Harold Michael England, нар. 2 грудня 1941, Голівелл) — валлійський футболіст, що грав на позиції захисника. По завершенні ігрової кар'єри — тренер.
Виступав, зокрема, за клуби «Блекберн Роверз» та «Тоттенгем Готспур», а також національну збірну Уельсу.
Володар Кубка Англії. Володар Суперкубка Англії з футболу. Володар Кубка УЄФА. 

## Клубна кар'єра
У дорослому футболі дебютував 1959 року виступами за команду клубу «Блекберн Роверз», в якій провів сім сезонів, взявши участь у 165 матчах чемпіонату.  Більшість часу, проведеного у складі «Блекберн Роверз», був основним гравцем захисту команди.
Своєю грою за цю команду привернув увагу представників тренерського штабу клубу «Тоттенгем Готспур», до складу якого приєднався 1966 року. Відіграв за лондонський клуб наступні дев'ять сезонів своєї ігрової кар'єри. Граючи у складі «Тоттенгем Готспур» також здебільшого виходив на поле в основному складі команди. За цей час виборов титул володаря Кубка Англії, ставав володарем Суперкубка Англії з футболу, володарем Кубка УЄФА 1971/72.
Протягом 1975—1976 років захищав кольори команди «Кардіфф Сіті».
Завершив професійну ігрову кар'єру у США, в клубі «Сіетл Саундерз», за команду якого виступав протягом 1976—1979 років.

## Виступи за збірну
1962 року дебютував в офіційних матчах у складі національної збірної Уельсу. Протягом кар'єри у національній команді, яка тривала 13 років, провів у формі головної команди країни 44 матчі, забивши 4 голи. Був капітаном національної команди.

## Кар'єра тренера
Розпочав тренерську кар'єру відразу ж по завершенні кар'єри гравця, наприкінці 1979 року, очоливши тренерський штаб національної збірної Уельсу. Пропрацював на чолі збірної до 1988 року, за цей період не зміг вивести її до фінальної частини жодного великого міжнародного турніру. Був звільнений з посади невдовзі після чергової невдачі — непройденого відбору на Євро-1988.
Відтоді до футбольної діяльності не повертався, став власником двох будинків для осіб похилого віку та лісопильного бізнесу.

## Титули і досягнення
- Володар Кубка Англії (1):

«Тоттенгем Готспур»: 1966-1967
- Володар Кубка англійської ліги (2):

«Тоттенгем Готспур»: 1970-1971, 1972-1973
- Володар Суперкубка Англії з футболу (1):

«Тоттенгем Готспур»: 1967
- Володар Кубка УЄФА (1):

«Тоттенгем Готспур»: 1971-1972